# Salm-Blankenburg
Salm-Blankenburg is een zijlinie van het geslacht Salm, dat gebied bezat rond Blâmont (Blankenberg) in Lotharingen. 
Het grondgebied van het geslacht Salm werd in 1165 verdeeld in twee graafschappen: Neder-Salm (in de Ardennen) en Opper-Salm (in de Vogezen in het huidige Frankrijk). In 1246 werd Opper-Salm in twee gebieden opgedeeld: het ene gebied kreeg weer de naam Opper-Salm en het andere werd Salm-Blankenburg genoemd. De eerste wild- en rijngraaf van Salm-Blankenburg, Frederik I, was de kleinzoon in mannelijk lijn van de laatste graaf van Salm, Hendrik van Salm.
In 1506 stierf de laatste graaf van Salm-Blankenburg, Ulrich, tevens bisschop van Toul, zonder nageslacht. Ulrich had echter de hertog van Lotharingen tot zijn erfgenaam bedoeld, waardoor het grondgebied van Salm-Blankenburg na zijn dood werd geannexeerd door Lotharingen.

## Wild- en rijngraven
- Frederik I (1210-1270)
- Hendrik I (1270-1301)
- Hendrik II (1301-1361)
- Theobald I (1361-1363)
- Hendrik III (1363-1382)
- Theobald II (1382-1396)
- Hendrik IV (1396-1441)
- Frederik II (1441-1442)
- Theobald III (1442-1443)
- Lodewijk (1443-1503)
- Ulrich (1503-1506)